# Hover Strike: Unconquered Lands
Hover Strike: Unconquered Lands is een videospel voor het platform Atari Jaguar. Het spel werd uitgebracht in 1995. 